# Altruismo (biologia)

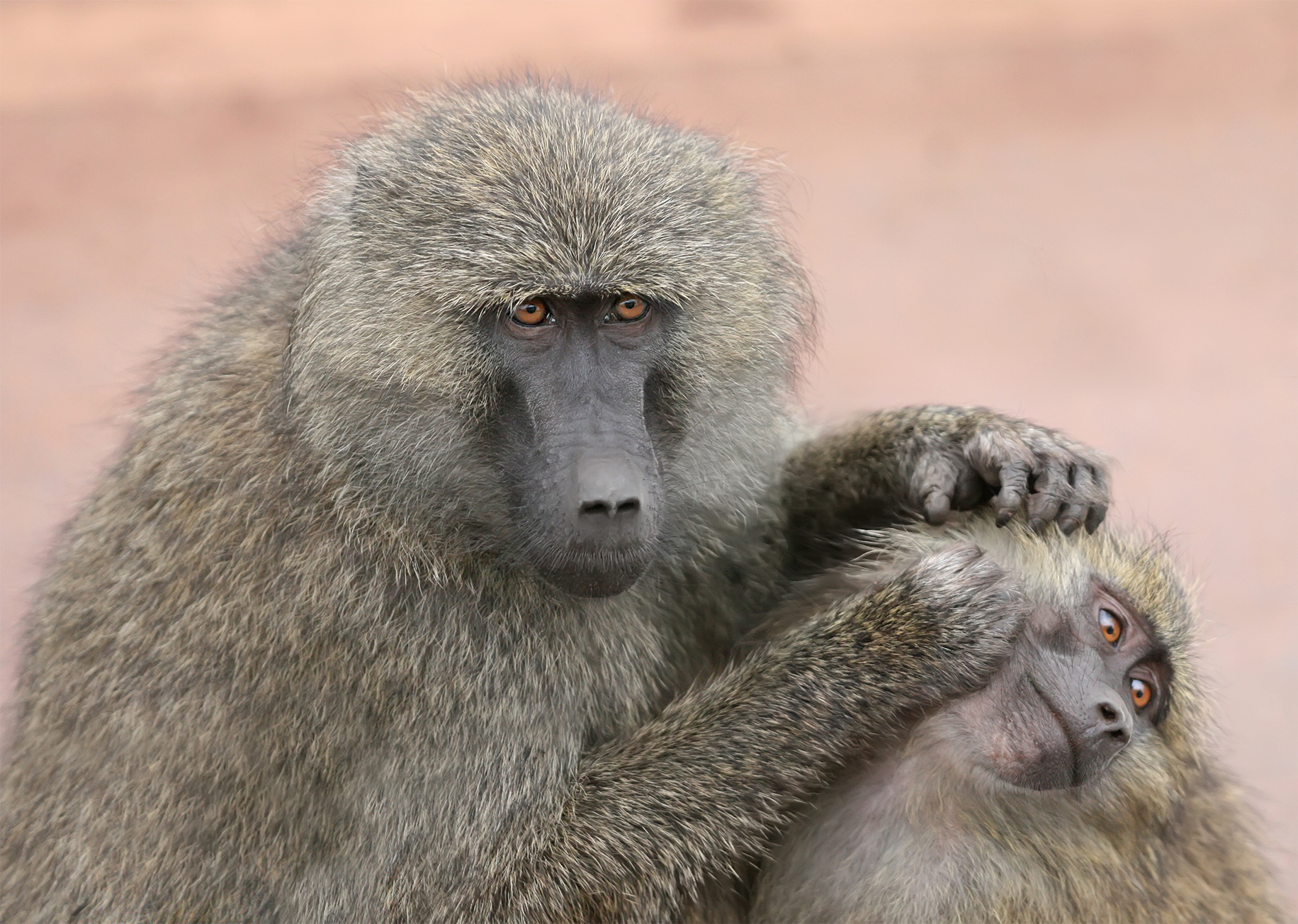
Una scimmia adulta, il babbuino verde, pulisce un cucciolo nell'area protetta di Ngorongoro, in Tanzania.

L'altruismo è, in biologia, il fenomeno comportamentale per cui alcuni organismi riducono il proprio successo riproduttivo per incrementare quello di cospecifici.
Tale caratteristica sembrerebbe contraddire il concetto di selezione naturale, se non si considera il fatto che l'altruismo si manifesta a favore di consanguinei. In tal caso, infatti, si può parlare di successo riproduttivo indiretto. Ad esempio la nascita e sopravvivenza di tre nipoti comporta una trasmissione di geni dell'individuo superiore a quella ottenuta attraverso un figlio.
Il caso più eclatante di altruismo è quello degli insetti sociali, nei quali la quasi totalità delle femmine non si riproduce a favore della regina, che è madre o sorella delle operaie. L'altruismo negli imenotteri è favorito dal fatto che i maschi sono aploidi, per cui una sorella figlia dello stesso padre ha tre quarti dei geni in comune con un'operaia, contro la metà di una figlia.

## Panoramica
In etologia, e più in generale nello studio dell'evoluzione sociale, a volte, alcuni animali si comportano in modi che riducono la loro idoneità individuale ma aumentano l'idoneità di altri individui nella popolazione; questa è una definizione funzionale di altruismo. La ricerca nella teoria evolutiva è stata applicata al comportamento sociale, incluso l'altruismo. I casi di animali che aiutano individui a cui sono strettamente imparentati possono essere spiegati dalla selezione di parentela, e non sono considerati vero altruismo. Oltre agli sforzi fisici che in alcune specie le madri e in alcune specie i padri intraprendono per proteggere i loro piccoli, possono verificarsi esempi estremi di sacrificio. Un esempio è la matrifagia (il consumo della madre da parte della sua prole) nel ragno Stegodyphus; un altro esempio è un ragno maschio che consente a una femmina da lui fecondata di mangiarlo. La regola di Hamilton descrive il beneficio di tale altruismo in termini di coefficiente di relazione di Wright con il beneficiario e il beneficio concesso al beneficiario meno il costo per il sacrificante. Se questa somma è maggiore di zero, un guadagno di idoneità risulterà dal sacrificio.
Quando l'altruismo apparente non è tra parenti, può essere basato sulla reciprocità. Una scimmia porgerà le spalle a un'altra scimmia, che estrarrà i parassiti; dopo un po' di tempo i ruoli saranno invertiti. Tale reciprocità ripagherà, in termini evolutivi, finché i costi dell'aiuto saranno inferiori ai benefici dell'essere aiutati e finché gli animali non guadagneranno a lungo termine "barando", vale a dire, ricevendo favori senza restituirli. Questo è elaborato nella teoria dei giochi evolutivi e specificamente nel dilemma del prigioniero come teoria sociale.

## Implicazioni nella teoria evolutiva

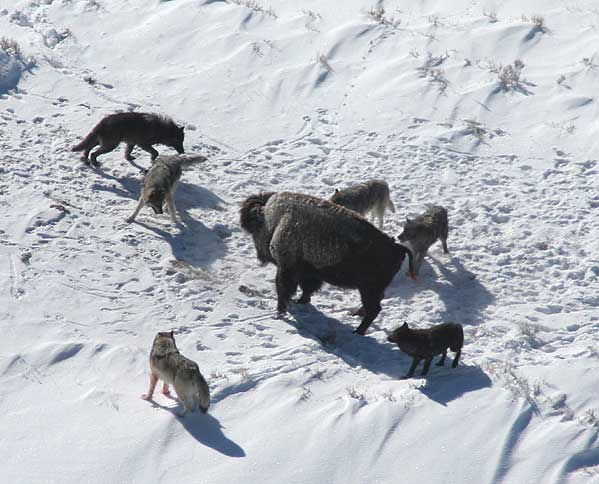
La caccia cooperativa dei lupi consente loro di affrontare prede molto più grandi e nutrienti di quelle che un singolo lupo potrebbe gestire. Tuttavia, tale cooperazione potrebbe, potenzialmente, essere sfruttata da individui egoisti che non si espongono ai pericoli della caccia, ma che tuttavia condividono il bottino.

L'esistenza dell'altruismo in natura è a prima vista sconcertante, perché il comportamento altruistico riduce la probabilità che un individuo si riproduca. L'idea che la selezione di gruppo possa spiegare l'evoluzione dell'altruismo fu proposta per la prima volta dallo stesso Darwin in The Descent of Man, and Selection in Relation to Sex (1871). Il concetto di selezione di gruppo ha avuto una storia travagliata e controversa nella biologia evolutiva, ma la tradizione acritica del "bene della specie" si è interrotta bruscamente negli anni '60, in gran parte a causa del lavoro di George C. Williams e John Maynard Smith, nonché di Richard Dawkins. Questi teorici dell'evoluzione hanno sottolineato che la selezione naturale agisce sull'individuo e che è l'idoneità dell'individuo (numero di prole e prole-nipoti prodotti rispetto al resto della popolazione) a guidare l'evoluzione. Un vantaggio di gruppo (ad esempio la caccia in branco) che è svantaggioso per l'individuo (che potrebbe essere danneggiato durante la caccia, quando potrebbe evitare di farsi male restando lontano dal branco ma condividendo comunque il bottino) non può evolversi, perché l'individuo egoista lascerà, in media, più prole di coloro che si uniscono al branco e subiranno danni di conseguenza. Se l'egoismo è ereditario, ciò si tradurrà in una popolazione composta interamente da individui egoisti. Tuttavia, negli anni '60 e '70 emerse un'alternativa alla teoria della "selezione di gruppo". Questa era la teoria della selezione di parentela, dovuta originariamente a W.D. Hamilton. La selezione di parentela è un esempio di fitness inclusiva, che si basa sulla nozione che un individuo condivide solo metà dei suoi geni con ogni prole, ma anche con ogni fratello germano (ossia che condividono entrambi i genitori). Da un punto di vista genetico evolutivo è quindi vantaggioso aiutare nell'educazione dei fratelli germani quanto produrre e crescere la propria prole. Le due attività sono evolutivamente del tutto equivalenti. L'allevamento cooperativo (vale a dire aiutare i genitori a crescere i fratelli, a patto che siano fratelli germani) potrebbe quindi evolversi senza la necessità di una selezione a livello di gruppo. Ciò ha rapidamente guadagnato importanza tra i biologi interessati all'evoluzione del comportamento sociale.
Nel 1971 Robert Trivers introdusse la sua teoria dell'altruismo reciproco per spiegare l'evoluzione dell'aiuto al nido di una coppia di uccelli riproduttori non imparentati. Sosteneva che un individuo potrebbe agire come aiutante se ci fosse un'elevata aspettativa probabilistica di essere aiutato dai destinatari in un secondo momento. Se, tuttavia, i destinatari non ricambiassero quando era possibile farlo, l'interazione altruistica con questi destinatari verrebbe interrotta in modo permanente. Ma se i destinatari non imbrogliassero, l'altruismo reciproco continuerebbe indefinitamente a vantaggio di entrambe le parti. Questo modello è stato considerato da molti (ad esempio West-Eberhard e Dawkins) evolutivamente instabile perché è incline all'invasione da parte di imbroglioni per lo stesso motivo per cui la caccia cooperativa può essere invasa e sostituita da imbroglioni. Tuttavia, Trivers fece riferimento al gioco del dilemma del prigioniero che, 10 anni dopo, avrebbe ripristinato l'interesse per la teoria dell'altruismo reciproco di Trivers, ma sotto il titolo di "tit-for-tat".
Nella sua forma originale, il Prisoner's Dilemma Game (PDG) descriveva due prigionieri in attesa di processo, A e B, ognuno dei quali si trovava di fronte alla scelta di tradire l'altro o di rimanere in silenzio. Il "gioco" ha quattro possibili esiti:
- (a) entrambi si tradiscono e vengono entrambi condannati a due anni di prigione;
- (b) A tradisce B, il che libera A e B viene condannato a quattro anni di prigione;
- (c) B tradisce A, con lo stesso risultato di (b) tranne per il fatto che è B a essere liberato e l'altro trascorre quattro anni in prigione;
- (d) entrambi rimangono in silenzio, con una condanna a sei mesi ciascuno.

Chiaramente (d) ("cooperazione") è la migliore strategia reciproca, ma dal punto di vista dell'individuo il tradimento è imbattibile (con conseguente liberazione o condanna a soli due anni). Rimanere in silenzio comporta una condanna a quattro anni o sei mesi. Ciò è esemplificato da un ulteriore esempio del PDG: due sconosciuti vanno insieme al ristorante e decidono di dividere il conto. La strategia migliore per entrambi sarebbe quella di ordinare le pietanze più economiche del menu (cooperazione reciproca). Ma se un membro del gruppo sfrutta la situazione ordinando le pietanze più costose, allora è meglio che l'altro membro faccia lo stesso. Infatti, se la personalità del commensale è completamente sconosciuta e i due commensali difficilmente si incontreranno mai più, è sempre nel proprio interesse mangiare il più costoso possibile. Le situazioni in natura che sono soggette alle stesse dinamiche (ricompense e penalità) del PDG definiscono il comportamento cooperativo: non è mai nell'interesse di fitness dell'individuo cooperare, anche se la cooperazione reciproca premia i due concorrenti (insieme) più di qualsiasi altra strategia. La cooperazione non può evolversi in queste circostanze.
Tuttavia, nel 1981 Axelrod e Hamilton notarono che se gli stessi concorrenti nel PDG si incontrano ripetutamente (il cosiddetto gioco del dilemma del prigioniero iterato, IPD) allora il tit-for-tat (preannunciato dalla teoria dell'altruismo reciproco di Robert Triver) è una strategia robusta che promuove l'altruismo. Nel "tit-for-tat" le mosse iniziali di entrambi i giocatori sono di cooperazione. Successivamente ogni concorrente ripete l'ultima mossa dell'altro giocatore, con il risultato di una sequenza apparentemente infinita di mosse reciprocamente cooperative. Tuttavia, gli errori compromettono gravemente l'efficacia del tit-for-tat, dando origine a sequenze prolungate di tradimento, che possono essere rettificate solo da un altro errore. Da queste scoperte iniziali, sono state identificate tutte le altre possibili strategie di gioco IPD (16 possibilità in tutto, tra cui, ad esempio, "tit-for-tat generoso", che si comporta come "tit-for-tat", tranne per il fatto che coopera con una piccola probabilità quando l'ultima mossa dell'avversario è stata "tradire".), ma tutte possono essere superate da almeno una delle altre strategie, se uno dei giocatori passa a tale strategia. Il risultato è che nessuna è evolutivamente stabile e qualsiasi serie prolungata del gioco iterativo del dilemma del prigioniero, in cui le strategie alternative sorgono a caso, dà origine a una sequenza caotica di cambiamenti di strategia che non finisce mai.
| Principio dell'handicap | Principio dell'handicap |
| --- | --- |
| Un pavone maschio con la sua coda bella esteticamente ma goffa e poco aerodinamica: un handicap, paragonabile a quello di un cavallo da corsa. | I cavalli migliori in una corsa ad handicap trasportano i pesi maggiori, quindi la dimensione dell'handicap è una misura della qualità dell'animale. |

Poiché il gioco del dilemma del prigioniero iterativo non è riuscito a fornire una risposta completa all'evoluzione della cooperazione o dell'altruismo, sono state proposte diverse spiegazioni alternative.
Ci sono sorprendenti parallelismi tra gli atti altruistici e gli esagerati ornamenti sessuali esibiti da alcuni animali, in particolare da alcune specie di uccelli, come, tra gli altri, il pavone. Entrambi sono costosi in termini di fitness, ed entrambi sono generalmente evidenti agli altri membri della popolazione o della specie. Ciò ha portato Amotz Zahavi a suggerire che entrambi potrebbero essere segnali di fitness resi evolutivamente stabili dal suo principio dell'handicap. Se un segnale deve rimanere affidabile, e generalmente resistente alla falsificazione, il segnale deve essere evolutivamente costoso. Quindi, se un "bugiardo" (con bassa fitness) dovesse usare il segnale altamente costoso, che ha seriamente eroso la sua vera fitness, avrebbe difficoltà a mantenere una parvenza di normalità. Zahavi ha preso in prestito il termine "principio dell'handicap" dai sistemi di handicap sportivi. Questi sistemi mirano a ridurre le disparità nelle prestazioni, rendendo così meno prevedibile l'esito delle gare. In una corsa a ostacoli ippica di categoria handicap, ai cavalli più veloci viene dato un peso maggiore da portare sotto la sella rispetto ai cavalli intrinsecamente più lenti. Allo stesso modo, nel golf amatoriale, i giocatori migliori hanno meno colpi sottratti dai loro punteggi grezzi rispetto ai giocatori meno talentuosi. L'handicap è quindi correlato alla prestazione senza handicap, rendendo possibile, se non si sa nulla dei cavalli, prevedere quale cavallo senza handicap vincerebbe una corsa aperta. Sarebbe quello con handicap con il peso maggiore in sella. Gli handicap in natura sono altamente visibili e quindi una pavone femmina, ad esempio, sarebbe in grado di dedurre la salute di una potenziale compagna confrontando il suo handicap (la dimensione della coda del pavone) con quelli degli altri maschi. La perdita di forma fisica del maschio causata dall'handicap è compensata dal suo maggiore accesso alle femmine, che è tanto una preoccupazione per la forma fisica quanto la sua salute. Un atto altruistico è, per definizione, altrettanto costoso. Pertanto segnalerebbe anche la forma fisica ed è probabilmente attraente per le femmine quanto un handicap fisico. Se così fosse, l'altruismo sarebbe stabilizzato evolutivamente dalla selezione sessuale. 

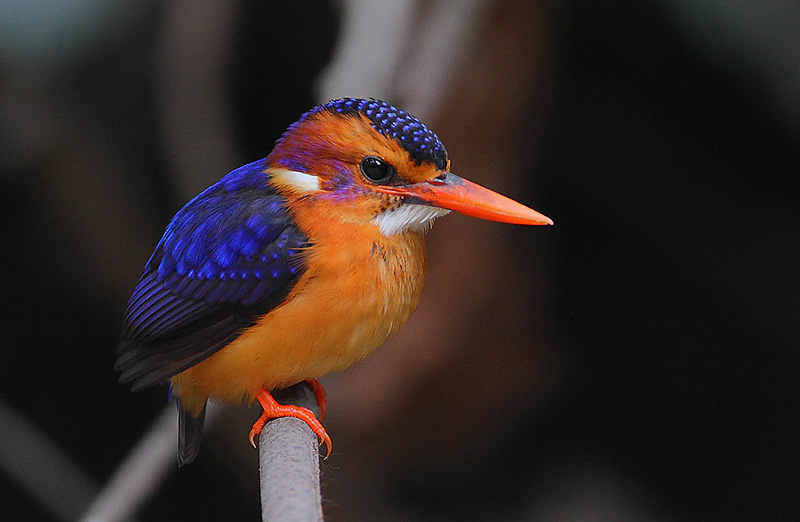
Martin pescatore pigmeo africano che mostra dettagli di aspetto e colorazione che sono condivisi da tutti gli esemplari di quella specie con un alto grado di fedeltà.

Esiste una strategia alternativa per identificare i compagni adatti che non si basa sul fatto che un genere abbia ornamenti sessuali esagerati o altri handicap, ma è generalmente applicabile alla maggior parte, se non a tutte le creature sessuali. Deriva dal concetto che il cambiamento di aspetto e funzionalità causato da una mutazione non silente generalmente risalterà in una popolazione. Questo perché quell'aspetto e funzionalità alterati saranno insoliti, peculiari e diversi dalla norma all'interno di quella popolazione. La norma in base alla quale vengono giudicate queste caratteristiche insolite è composta da attributi adatti che hanno raggiunto la loro pluralità attraverso la selezione naturale, mentre gli attributi meno adattabili saranno in minoranza o piuttosto rari. Poiché la stragrande maggioranza delle caratteristiche mutanti sono disadattive ed è impossibile predire la direzione futura dell'evoluzione, ci si aspetterebbe che le creature sessuali preferiscano compagni con il minor numero di caratteristiche insolite o minoritarie. Ciò avrà l'effetto di una popolazione sessuale che perderà rapidamente le caratteristiche fenotipiche periferiche e canalizzerà l'intero aspetto esteriore e il comportamento in modo che tutti i membri di quella popolazione inizieranno ad apparire notevolmente simili in ogni dettaglio, come illustrato nella fotografia allegata del martin pescatore pigmeo africano, Ispidina picta. Una volta che una popolazione è diventata omogenea nell'aspetto come è tipico della maggior parte delle specie, anche l'intero repertorio di comportamenti sarà reso evolutivamente stabile, comprese tutte le caratteristiche altruistiche, cooperative e sociali. Quindi, nell'esempio dell'individuo egoista che si tiene lontano dal resto del branco di cacciatori, ma che tuttavia si unisce al bottino, quell'individuo sarà riconosciuto come diverso dalla norma e quindi troverà difficile attrarre un compagno. I suoi geni avranno quindi solo una probabilità molto piccola di essere trasmessi alla generazione successiva, stabilizzando così evolutivamente la cooperazione e le interazioni sociali a qualsiasi livello di complessità sia la norma in quella popolazione.
Contrariamente al dogma dominante, un articolo pubblicato nel 2022 dal National Center for Biotechnology Information che utilizza modelli basati su agenti dimostra che diversi meccanismi cruciali, come la selezione parentale, la punizione, la selezione multilivello e la struttura spaziale, non possono salvare l'evoluzione della cooperazione. Le nuove scoperte rianimano un enigma di lunga data nella teoria dell'evoluzione. Inoltre, il lavoro ha potenziali benefici terapeutici per numerose malattie incurabili.

## Meccanismi di reciprocità
L'altruismo negli animali descrive una serie di comportamenti compiuti dagli animali che possono essere a loro svantaggio ma che avvantaggiano gli altri. I costi e i benefici sono misurati in termini di idoneità riproduttiva o numero previsto di prole. Quindi, comportandosi altruisticamente, un organismo riduce il numero di prole che è probabile che produca da sé, ma aumenta la probabilità che altri organismi producano prole. Esistono altre forme di altruismo in natura oltre al comportamento rischioso, come l'altruismo reciproco. Questa nozione biologica di altruismo non è identica al concetto umano quotidiano. Per gli esseri umani, un'azione sarebbe definita "altruistica" solo se fosse compiuta con l'intenzione consapevole di aiutare un altro. Tuttavia, in senso biologico non esiste tale requisito. Invece, finché non potremo comunicare direttamente con altre specie, una teoria accurata per descrivere gli atti altruistici tra specie è la teoria del mercato biologico. Gli esseri umani e gli altri animali si scambiano benefici in diversi modi, noti tecnicamente come meccanismo di reciprocità. Qualunque sia il meccanismo, il filo conduttore è che i benefici ritornano al donatore originale.

### Basata sulla simmetria
Noto anche come "buddy-system", l'affetto reciproco tra due parti stimola un comportamento simile in entrambe le direzioni senza bisogno di tenere traccia del dare e avere quotidiano, finché la relazione complessiva rimane soddisfacente. Questo è uno dei meccanismi di reciprocità più comuni in natura, questo tipo è presente negli esseri umani, nei primati e in molti altri mammiferi.

### Attitudinale
Noto anche come "Se sei gentile, sarò gentile anch'io". Questo meccanismo di reciprocità è simile all'euristica della regola d'oro, "Tratta gli altri come vorresti essere trattato". Le parti rispecchiano gli atteggiamenti l'una dell'altra, scambiandosi favori sul posto. La reciprocità attitudinale immediata avviene tra le scimmie e le persone spesso vi fanno affidamento con estranei e conoscenti.

### Calcolata
Noto anche come "cosa hai fatto per me ultimamente?". Gli individui tengono traccia dei benefici che scambiano con determinati partner, il che li aiuta a decidere a chi restituire i favori. Questo meccanismo è tipico degli scimpanzé e molto comune nelle relazioni umane. Tuttavia, alcune ricerche sperimentali opposte suggeriscono che la reciprocità calcolata o contingente non sorge spontaneamente in contesti sperimentali di laboratorio, nonostante i modelli di comportamento.

## Teoria del mercato biologico

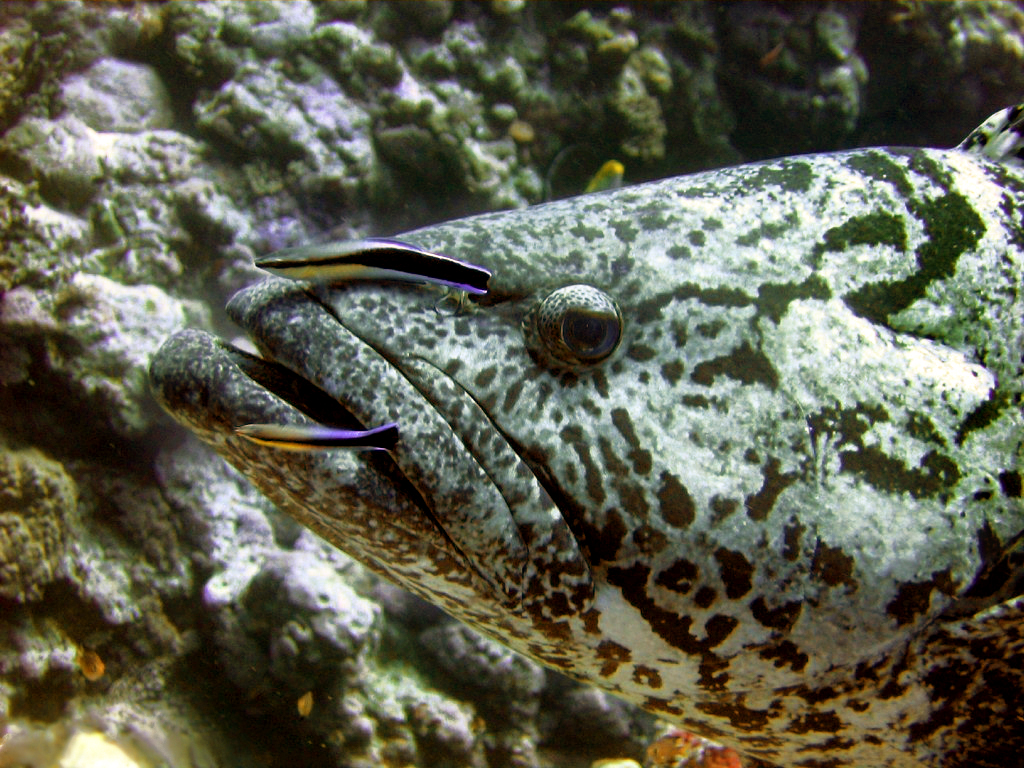
Due pesci pulitori che puliscono un Epinephelus tukula

La teoria del mercato biologico è un'estensione dell'idea di altruismo reciproco, come meccanismo per spiegare gli atti altruistici tra individui non imparentati in un sistema più flessibile di scambio di merci. Il termine "mercato biologico" è stato utilizzato per la prima volta da Ronald Noe e Hammerstein nel 1994 per riferirsi a tutte le interazioni tra organismi in cui organismi diversi funzionano come "commercianti" che scambiano beni e servizi come cibo e acqua, toelettatura, richiami di avvertimento, riparo, ecc. La teoria del mercato biologico consiste in cinque caratteristiche formali che presentano una base per l'altruismo.
1. Le merci vengono scambiate tra individui che differiscono nel grado di controllo su di esse.
2. I partner commerciali vengono scelti tra un certo numero di potenziali partner.
3. C'è competizione tra i membri della classe scelta per essere il partner più attraente. Questa competizione tramite "offerta superiore" provoca un aumento del valore della merce offerta.
4. Domanda e offerta determinano il valore di baratto delle merci scambiate.
5. Le merci in offerta possono essere pubblicizzate. Come nelle pubblicità commerciali, esiste il potenziale per informazioni false[34].

L'applicabilità della teoria del mercato biologico con la sua enfasi sulla scelta del partner è evidente nelle interazioni tra il pesce pulitore e il suo "cliente" pesce di barriera corallina. I pulitori hanno piccoli territori, che la maggior parte delle specie di pesci di barriera visita attivamente per invitare l'ispezione della loro superficie, branchie e bocca. I clienti traggono vantaggio dalla rimozione dei parassiti mentre i pulitori traggono vantaggio dall'accesso a una fonte di cibo. Alcune specie di clienti particolarmente esigenti hanno ampi home range che coprono diverse stazioni di pulizia, mentre altri clienti hanno piccoli range e hanno accesso a una sola stazione di pulizia (clienti residenti). Osservazioni sul campo, manipolazioni sul campo ed esperimenti di laboratorio hanno rivelato che il fatto che un cliente abbia o meno opzioni di scelta influenza diversi aspetti del comportamento sia del pulitore che del cliente. I pulitori danno ai clienti esigenti la priorità di accesso. I clienti esigenti cambiano partner se vengono imbrogliati da un pulitore prendendo un morso dal pulitore, mentre i clienti residenti puniscono gli imbroglioni. I pulitori e i clienti residenti, ma non i clienti esigenti, costruiscono relazioni prima che avvengano le normali interazioni di pulizia. Gli addetti alle pulizie sono particolarmente collaborativi se i clienti esigenti sono spettatori di un'interazione, ma lo sono meno quando i clienti residenti sono spettatori.
I ricercatori hanno testato se i maschi selvatici di gibbone dalle mani bianche del Parco nazionale di Khao Yai, in Thailandia, aumentassero la loro attività di toelettatura quando la partner femminile era fertile. Le femmine e i maschi adulti della nostra popolazione di studio sono co-dominanti (in termini di aggressività), vivono in coppia o in piccoli gruppi multi-maschio e si accoppiano promiscuamente. Hanno scoperto che i maschi si prendevano cura delle femmine più del contrario e che si scambiavano più toelettatura quando le femmine erano in ciclo rispetto alla gravidanza o all'allattamento. Il numero di copulazioni al giorno era elevato quando le femmine erano in ciclo e le femmine si accoppiavano più frequentemente con i maschi nei giorni in cui ricevevano più toelettatura. Quando i maschi aumentavano i loro sforzi di toelettatura, anche le femmine aumentavano la loro toelettatura dei maschi, forse per equalizzare dare e avere.

## Esempi nei vertebrati

### Mammiferi
- I lupi e i cani selvatici riportano la carne ai membri del branco non presenti all'uccisione[38]; in condizioni difficili, la coppia riproduttiva di lupi si prende la quota maggiore per continuare a produrre cuccioli[39].
- Le manguste sostengono gli animali anziani, malati o feriti[40].
- I suricati hanno spesso un membro della guardia che avverte mentre gli altri si nutrono in caso di attacco da parte di un predatore[41].
- I procioni informano i conspecifici sui luoghi di alimentazione attraverso gli escrementi lasciati sulle latrine comuni. Un sistema informativo simile è stato osservato nei corvi comuni[42].
- I babbuini maschi minacciano i predatori e coprono la retroguardia mentre il gruppo si ritira[43].
- Gli ilobatidi e gli scimpanzé con del cibo, in risposta a un gesto, condivideranno il loro cibo con gli altri membri del gruppo[44]. Gli scimpanzé aiuteranno gli umani e i loro simili senza alcuna ricompensa in cambio[45][46].
- Sono stati osservati bonobo aiutare i loro simili feriti o disabili[47].
- I pipistrelli vampiro (membri della sottofamiglia Desmodontinae) rigurgitano comunemente il sangue per condividerlo con i compagni di nido sfortunati o malati che non sono riusciti a trovare un pasto, spesso formando un sistema di amicizie[48][49].
- I cercopitechi verdi emettono richiami d'allarme per avvertire le loro compagne della presenza di predatori, anche se così facendo attirano l'attenzione su di sé, aumentando le loro possibilità personali di essere attaccate[50].
- I lemuri di tutte le età e di entrambi i sessi si prenderanno cura dei piccoli non imparentati con loro[51].
- I delfini sostengono i membri malati o feriti del loro branco, nuotando sotto di loro per ore alla volta e spingendoli in superficie in modo che possano respirare[52].
- Il bufalo africano salverà un membro della mandria catturato dai predatori[53].
- Le balene megattere sono state osservate mentre proteggevano altre specie dalle orche[54].
- I cavalli maschi di Przewalski sono stati osservati mentre adottavano comportamenti di intervento quando i membri del loro gruppo erano minacciati. Non facevano distinzione tra parenti e non parenti. È stato teorizzato che potrebbero farlo per promuovere la coesione del gruppo e ridurre la disgregazione sociale all'interno del gruppo[55].

### Uccelli
- In numerose specie di uccelli, una coppia riproduttiva riceve supporto nell'allevamento dei suoi piccoli da altri uccelli "aiutanti", incluso l'aiuto nell'alimentazione dei suoi nidiacei[56]. Alcuni arrivano persino a proteggere i piccoli di un uccello non imparentato dai predatori[57].

### Pesci
- L'Harpagifer bispinis, una specie di pesce, vive in gruppi sociali nell'ambiente ostile della Penisola Antartica. Se il genitore che sorveglia il nido delle uova viene rimosso, un sostituto solitamente maschio non imparentato con i genitori sorveglia il nido dai predatori e impedisce la crescita fungina che ucciderebbe la covata. Non c'è un chiaro beneficio per il maschio, quindi l'atto può essere considerato altruistico[58].

## Esempi negli invertebrati
- Alcune termiti, come le Globitermes sulphureus e alcune formiche, come le Camponotus saundersi, emettono una secrezione appiccicosa rompendo fatalmente una ghiandola specializzata. Questa autotisi difende altruisticamente la colonia a spese del singolo insetto[59]. Ciò può essere attribuito al fatto che le formiche condividono i loro geni con l'intera colonia, e quindi questo comportamento è evolutivamente vantaggioso (non necessariamente per la singola formica ma per la continuazione del suo corredo genetico).
- Synalpheus regalis è una specie di gambero marino eusociale che vive nelle spugne delle barriere coralline. Vivono in colonie di circa 300 individui con una femmina riproduttiva[60]. Altri membri della colonia difendono la colonia dagli intrusi, si procurano il cibo e si prendono cura dei piccoli[60]. L'eusocialità in questo sistema comporta una divisione adattativa del lavoro che si traduce in una maggiore produzione riproduttiva dei riproduttori e in benefici di fitness inclusivi per gli aiutanti non riproduttivi[61]. Gli S. regalis sono eccezionalmente tolleranti verso i conspecifici all'interno delle loro colonie a causa della stretta parentela genetica tra i compagni di nido. I dati allozimici rivelano che la parentela all'interno delle colonie è elevata, il che è un'indicazione che le colonie di questa specie rappresentano gruppi di parenti stretti[62]. L'esistenza di tali gruppi è un importante prerequisito per le spiegazioni dell'evoluzione sociale basate sulla selezione della parentela[7][61][63].

## Esempi nei protisti
Un esempio di altruismo si trova nei funghi mucillaginosi, come i Dictyostelium mucoroides. Questi protisti vivono come amebe individuali fino a quando non muoiono di fame, a quel punto si aggregano e formano un corpo fruttifero multicellulare in cui alcune cellule si sacrificano per promuovere la sopravvivenza di altre cellule nel corpo fruttifero.

## Esempi nelle piante
Quando si tratta di altruismo nel riconoscimento di parenti/non parenti, pochi studi si sono concentrati su questo tratto nelle colture. Nonostante la maggior parte delle colture cresca in monocolture, ci sono prove che sono in grado di riconoscere parenti e altre cultivar. Ad esempio, le piante di soia coltivate erano in grado di riconoscere un antenato lontano e vicini non imparentati. In quell'esperimento, le piante venivano coltivate in combinazioni di relazione tra loro (stessa cultivar o cultivar diversa) in vasi e la loro biomassa di steli, foglie e radici veniva misurata per vedere come le piante rispondevano crescendo accanto a parenti o esemplari non imparentati. Le colture, a differenza delle piante selvatiche, sono altamente coltivate. L'evoluzione di tratti come l'altruismo può quindi essere allevata in loro attraverso la selezione del tratto. In agricoltura, l'importanza della resa è sottolineata, quindi l'allevamento di cultivar per favorire l'altruismo può diminuire la competitività e aumentare la resa. È stato dimostrato che l’uso della selezione mista individuale e di gruppo favorisce l’altruismo.